# Chama Solar
Solarpiro (Sunpyre) é uma personagem de quadrinhos da Marvel Comics, e irmã do Solaris. Sua primeira aparição foi em Uncanny X-Men #392.

## História
Leyu e seu irmão Shiro nasceram de uma mulher que foi envenenada por radiação, devido a exposição ao bombardeio atômico de Hiroshima. Ambos nacseram mutantes e com poderes semelhantes. Quando Magneto pretendia iniciar a 3ª Guerra Mundial com seu exército mutante de Genosha, Leyu luta junto com os X-men. Jean Grey convocou Solaris, mas como ele estava indisponível, Solarpiro foi no seu lugar. Durante a batalha Leyu tenta enfrentar Magneto sozinha, demonstrando seu controle sobre o seu poder, logo se viu envolta em um casulo de metal criado por Mageto, que acaba sendo derrotado pelos X-Men. Mais tarde Solarpiro decide voltar para casa. Algum tempo depois Banshee a convida para participar da Tropa X, ela aceita. Na maior parte do tempo ela fica no laboratório, estudando Abyss. Durante a rebelião dos vilões, Mística a esfaqueia até a morte.

## Poderes
Seus poderes são semelhantes ao do seu irmão Solaris. Ela pode converter energia solar ou qualquer outro tipo de energia em plasma ionizado, semelhante ao do Sol, que ela usa para lançar ataques e se proteger. Seu corpo é cercado com uma aura de fogo, retirado da energia solar. Pode voar. Além disso, ela é resistente à maioria das formas de radiação, e pude ver o calor do corpo, sintonizando os olhos para o comprimento de onda infravermelho da onda de luz.